# Tom Wolf
Thomas Westerman Wolf (Mount Wolf, 17 de noviembre de 1948) es un empresario y político estadounidense, miembro del Partido Demócrata, que ejerció como el 47.° gobernador de Pensilvania de 2015 a 2023. En las elecciones a la gobernación de 2014, derrotó al gobernador republicano Tom Corbett y fue reelecto para el cargo en 2018.
Anteriormente, Wolf se desempeñó como secretario del Departamento de Ingresos de Pensilvania desde abril de 2007 hasta noviembre de 2008 y como ejecutivo en su negocio familiar.